# Petar Vasiljević
Petar "Peđa" Vasiljević (serbio cirílico: Пeтap Пеђа Bacиљeвић; 3 de noviembre de 1970) es un futbolista retirado que jugó como defensa central. Actualmente es entrenador.

## Futbolista
Nacido en Belgrado, Vasiljević comenzó su carrera como defensa central en el equipo de su ciudad natal, el FK Partizan, siendo una parte importante de la plantilla, donde ganó dos Superliga de Serbia y varias Copa de Yugoslavia. En el verano de 1994, se trasladó a España, donde se mantuvo los siguientes seis años representando al CA Osasuna y al Albacete Balompié.
La única temporada de Vasiljević en LaLiga Santander fue la 1995-1996, cuando fue traspasado del Club Atlético Osasuna a Albacete Balompié por un traspaso muy importante para la entidad navarra. En medio año aparece en 21 de los 22 partidos de liga del Albacete Balompié, equipo que terminó salvándose de descenso directo y jugando promoción contra Extremadura donde perdió la categoría. En julio de 1999 Vasiljevic vuelve al Club Atlético Osasuna y sube con el equipo a Primera División siendo entrenador Miguel Ángel Lotina. Después de abandonar el país en el año 2000, jugó en el Rot Weiss Ahlen en Alemania tres temporadas y el FK Obilić, equipo en el cual se retiraría.

## Entrenador
Tras colgar las botas, volvió al Osasuna como ayudante y entrenador del equipo juvenil división de honor. En el año 2010 se incorpora a la secretaria técnica del club como secretario técnico y al terminar la Temporada 2013/14 empieza a ejercer en el puesto de director deportivo.
Una vez consumido el descenso del equipo a Segunda División;  estando metido el club en serios problemas económicos, deudas a hacienda foral y asuntos judiciales de antiguas directivas, Vasiljevic reconduce la situación deportiva, en dos años sube con el equipo a Primera División con un presupuesto muy corto respecto a los demás equipos.
El 5 de enero de 2017, tras el cese de Joaquín Caparrós como entrenador del CA Osasuna, Petar Vasiljević coge las riendas del primer equipo. No pudo evitar el descenso del equipo navarro, por lo que abandonó el club.

## Clubes

### Como jugador
| Club              | País     | Año       |
| ----------------- | -------- | --------- |
| F. K. Partizan    | Serbia   | 1989-1994 |
| C. A. Osasuna     | España   | 1994-1995 |
| Albacete Balompié | España   | 1995-1999 |
| C. A. Osasuna     | España   | 1999-2000 |
| Rot Weiss Ahlen   | Alemania | 2000-2003 |
| F. K. Obilić      | Serbia   | 2003-2004 |

### Como entrenador
| Club          | País   | Año  |
| ------------- | ------ | ---- |
| C. A. Osasuna | España | 2017 |